# 히라노 게이이치
히라노 게이이치(일본어: 平野 恵一, 1979년 4월 7일 ~ )는 일본의 전직 프로 야구 선수이며, 현재 중화 직업봉구 대연맹인 중신 브라더스의 감독이다.

## 인물

### 프로 입단 전
가나가와현 가와사키시 다마구 출신으로 가와사키 시립 이나다 중학교 시절 리틀 시니어의 야구팀에 소속되어 활동했고, 도인가쿠엔 고등학교에 입학한 이후 유격수를 맡아 3학년 때 팀내 주장으로서 제79회 전국 고등학교 야구 선수권 대회에 출전했다. 팀내에서 가와기시 쓰요시(현 라쿠텐)와는 동기이자 팀 동료로, 같은 학교의 에이스로 후에 한신에서도 팀메이트가 되는 아사이 료와는 고교 3년간 동급생 클래스이었다.
고교 졸업 후 수도 대학야구 연맹 소속의 도카이 대학에 진학, 유격수의 주전으로서 4학년 때인 제50회 전일본 대학야구 선수권에서 팀의 우승을 이끌었다. 리그 경기에서의 통산 82경기 출장, 305타수 98 안타, 타율 3할 2푼 1리, 34타점을 기록했고 베스트 나인 6차례에 선정되었다. 대학 졸업 후인 2001년의 프로 야구 드래프트 자유 획득 범위로 오릭스 블루웨이브에 입단했다.

### 오릭스 시절

#### 2002년 ~ 2004년
이듬해 2002년에는 유격수로서 호수비를 펼칠 정도의 실력을 인정받아 기대되었지만 7경기에 출전에만 그쳐 뚜렷한 성적을 남길 수 없었다. 2003년에는 수비 포지션이 2루수로 변경되면서 개막전 선발 멤버로 발탁되었지만 수비면에서는 불안정한 송구로 실책을 연발하는 등 2루에서 3루수로 보직이 변경된 호세 오티스와 함께 팀의 수비를 파탄시키는 원인이 되었다. 그러나 이듬해인 2004년에 타격면에서 호조를 이루는 등 시즌을 통해 주전 선수로 기용되었다. 규정 타석을 채워 10개의 도루와 7개의 3루타 기록했다. 수비에서도 딱딱함이 잡혀 견실한 글러브를 다루는 모습을 보이게 되었다.

#### 2005년
오사카 긴테쓰 버펄로스와의 구단 합병에 의한 선수 분배 드래프트에서 같은 2루수였던 미즈구치 에이지가 합류했지만, 2루수와 외야수의 병용으로 두세 번의 파인 플레이를 보여주었다. 전반기에 3할을 넘는 타율을 기록하면서 규정 타석을 채우는 등 팀내 1위인 타율 2할 8푼 5리를 기록했고 올스타전에도 출전해 올스타전 신인상을 수상했다.

#### 2006년
그 해 나카무라 가쓰히로 감독의 방침으로 중견수에 전념하는 구상이 있었지만 전년도와 같이 2루수와 외야수를 겸하게 된다. 그러나 2루수로서 출전한 5월 6일의 지바 롯데 마린스전에서 풍속 10m 이상의 강풍이 불고 있는 와중에 공이 파울 라인쪽으로 향하면서 파울 플라이를 처리하려고 쫓아가 1루 펜스에 부딪히며 타구를 잡아냈지만 흉부 연골 손상, 오른쪽 허리의 근육 통증, 손목과 고관절에 손상을 일으키는 등 큰 부상을 당했다.

#### 2007년
시즌에는 주로 중견수로서 출장 감독으로 취임한 테리 콜린스 감독으로부터 “1번 타자는 히라노 선수 밖에 없다” 라고 극찬을 받았지만 부상과 극심한 타격 부진으로 2군을 오가는 일이 계속되었다. 시즌 종료 후 아베 겐타와 함께 하마나카 오사무, 요시노 마코토와의 2대 2 맞트레이드로 한신 타이거스에 이적했다. 한신의 오카다 아키노부 감독은 ‘하마나카를 내주는 것은 알았다. 다만 교환 요원은 히라노로 부탁한다’ 라고 구단 프런트에 간절히 부탁하는 등 후에 자신의 저서에서도 히라노의 중요성을 언급하기도 했다.

### 한신 시절

#### 2008년 ~ 2009년
한신으로 이적한 2008년은 외야수로 등록이 되었지만 세키모토 겐타로, 후지모토 아쓰시, 사카 가쓰히코 등과의 2루수 주전 경쟁에서 참가해 시범 경기에서도 뚜렷한 결과를 남긴 적도 있어 2번·2루수로 개막 선발 멤버로 출전했다. 1번 타자인 아카호시 노리히로와의 콤비를 이루어 화제를 불러 일으키는 등 내·외야 양쪽 모두에서 가끔 호수비를 보여주었다. 그리고 3년 만에 규정 타석을 채워 리그 최다인 47개의 희생타를 기록했고 시즌 종료 후 오릭스 시절에 큰 부상을 당하면서도 한신에 이적한 이후 부활을 이뤘다는 평가를 받아 센트럴 리그의 컴백상을 수상했다. 2009년에는 크레이그 브라젤이 입단하면서 한때는 선발 멤버에서 제외되는가 하면 아카호시의 갑작스런 부상에 의한 이탈도 있어 가네모토 도모아키, 아라이 다카히로, 도리타니 다카시에 뒤를 이은 개인 최다인 132경기에 출전했다.

#### 2010년
그 해에는 마유미 아키노부 감독의 지시로 다시 내야수로 등록되었고 같은 해에 있은 올스타전에서는 감독 추천으로 출전해 6년 만에 유격수를 맡았다. 개막 직후부터 높은 타율을 유지하면서도 타점이 좀처럼 오르지 않았고 5월 종료 시점에서 불과 2타점을 기록했다(그러나 득점권 타율 자체는 그다지 낮지 않았다). 7월 17일의 야쿠르트전에서는 투수 다카이치 슌으로부터 볼을 치면서 바운드가 높은 2루수 땅볼이었지만 2루수인 다나카 히로야스가 1루에 송구, 1루에 헤드 슬라이딩을 해 아웃이 되었다. 이에 대해 히라노는 1루심에게 항의를 했지만 심판은 이를 받아들이지 않아 분을 삭이지 못한 채 마운드에 헬멧을 내팽개치며 퇴장을 당하는 수모를 겪었다. 최종적으로 타율은 리그 2위인 3할 5푼을 기록했고, 희생타 개수는 리그 최다를 기록했다. 이후 본인으로서는 처음으로 베스트 나인과 골든 글러브상(2루수 부문)을 동시에 수상했다.

#### 2011년
마유미 감독은 개막전에 2루수로 출전할 가능성이 있다고 밝혔지만 중견수가 고정할 수 없는 팀의 사정으로 중견수 겸 2루수로 뛰게 되었다. 타격에서는 리그 5위인 타율 2할 9푼 5리를 기록했고 작년에 이어 베스트 나인과 골든 글러브상(각각 2루수 부문)을 동시에 수상했다.

#### 2012년
2루수로서의 출전을 중심으로 팀 선발의 일각을 차지했지만 팀은 극심한 성적 부진으로 침체에 빠진 것과 동시에 타격 부진에 시달렸고 후반기에는 우에모토 히로키가 선발로 출전하는 경우가 많아지면서 거기에 따라 외야나 대기선수로 되돌리는 일이 많아졌다. 11월 10일에는 국내 FA(자유 계약 선수)권을 행사하겠다는 입장을 밝혔다.

### 오릭스로 복귀
2012년 12월 25일, 6년 만에 친정팀인 오릭스 버펄로스에 복귀했다.

## 상세 정보

### 출신 학교
- 도인가쿠엔 고등학교
- 도카이 대학

### 선수 경력
- 오릭스 블루웨이브·오릭스 버펄로스(2002년 ~ 2007년)
- 한신 타이거스(2008년 ~ 2012년)
- 오릭스 버펄로스(2013년 ~ 2015년)

### 지도자 경력
- 한신 타이거스(2016년 ~ )
- 중신슝디 엘리펀츠 감독 (2024~)

### 수상·타이틀 경력
- 컴백상(2008년)
- 월간 MVP: 1회(2010년 7월)
- 베스트 나인: 2회(2010년, 2011년)
- 골든 글러브상: 2회(2010년, 2011년)

### 개인 기록

#### 첫 기록
- 첫 출장: 2002년 7월 19일, 대 후쿠오카 다이에 호크스 12차전(후쿠오카 돔), 6회말에 2루수로서 출장
- 첫 타석: 상동, 7회초에 와타나베 마사카즈 앞에 1루 땅볼
- 첫 선발 출장: 2002년 7월 22일, 대 지바 롯데 마린스 15차전(지바 마린 스타디움), 2번·2루수로서 선발 출장
- 첫 안타: 2002년 9월 21일, 대 오사카 긴테쓰 버펄로스 25차전(그린 스타디움 고베), 1회말에 다카무라 히로시로부터 2루 내야 안타
- 첫 타점: 2002년 9월 22일, 대 오사카 긴테쓰 버펄로스 26차전(그린 스타디움 고베), 2회말에 마이크 존슨으로부터 우전 적시타
- 첫 도루: 2002년 10월 13일, 대 오사카 긴테쓰 버펄로스 28차전(그린 스타디움 고베), 6회말에 2루 안착(투수: 이와쿠마 히사시, 포수: 후지이 아키히토)
- 첫 희생타: 2002년 10월 14일, 대 닛폰햄 파이터스 28차전(그린 스타디움 고베), 3회말에 쇼다 이쓰키로부터
- 첫 홈런: 2003년 7월 4일, 대 닛폰햄 파이터스 13차전(나고야 돔), 9회말에 가네무라 사토루로부터 우월 솔로 홈런

#### 기록 달성 경력
- 통산 200희생타: 2011년 6월 15일, 대 홋카이도 닛폰햄 파이터스 4차전(한신 고시엔 구장), 3회말에 다르빗슈 유로부터 ※역대 31번째
- 통산 1000경기 출장: 2012년 7월 14일, 대 도쿄 야쿠르트 스왈로스 9차전(한신 고시엔 구장), 7번·2루수로서 선발 출장[2] ※역대 453번째

#### 기타
- 올스타전 출장: 4회(2005년, 2010년 ~ 2012년)

### 등번호
- 9(2002년 ~ 2007년)
- 5(2008년 ~ 2015년)
- 76(2016년 ~ )

### 연도별 타격 성적
| 연 도     | 소 속     | 경 기 | 타 석 | 타 수 | 득 점 | 안 타 | 2 루 타 | 3 루 타 | 홈 런 | 루 타 | 타 점 | 도 루 | 도 루 자 | 희 생 번 | 희 생 플 | 볼 넷 | 고 4 | 사 구 | 삼 진 | 병 살 타 | 타 율 | 출 루 율 | 장 타 율 | O P S |
| --------- | --------- | ----- | ----- | ----- | ----- | ----- | ------- | ------- | ----- | ----- | ----- | ----- | -------- | -------- | -------- | ----- | ---- | ----- | ----- | -------- | ----- | -------- | -------- | ----- |
| 2002년    | 오릭스    | 7     | 24    | 22    | 1     | 5     | 0       | 0       | 0     | 5     | 2     | 1     | 0        | 1        | 0        | 1     | 0    | 0     | 2     | 0        | .227  | .261     | .227     | .488  |
| 2003년    | 오릭스    | 53    | 176   | 155   | 17    | 39    | 8       | 2       | 1     | 54    | 9     | 3     | 4        | 9        | 0        | 11    | 0    | 1     | 43    | 3        | .252  | .305     | .348     | .654  |
| 2004년    | 오릭스    | 124   | 424   | 377   | 50    | 105   | 18      | 7       | 6     | 155   | 39    | 10    | 8        | 9        | 2        | 30    | 0    | 6     | 69    | 2        | .279  | .340     | .411     | .751  |
| 2005년    | 오릭스    | 118   | 457   | 397   | 44    | 113   | 5       | 4       | 3     | 135   | 33    | 6     | 3        | 16       | 4        | 34    | 0    | 6     | 66    | 5        | .285  | .347     | .340     | .687  |
| 2006년    | 오릭스    | 33    | 111   | 98    | 14    | 23    | 5       | 0       | 2     | 34    | 6     | 0     | 1        | 6        | 1        | 6     | 0    | 0     | 16    | 1        | .235  | .276     | .347     | .623  |
| 2007년    | 오릭스    | 58    | 176   | 153   | 16    | 33    | 4       | 1       | 1     | 42    | 11    | 5     | 2        | 5        | 2        | 13    | 0    | 3     | 36    | 0        | .216  | .287     | .275     | .561  |
| 2008년    | 한신      | 115   | 452   | 365   | 46    | 96    | 7       | 3       | 1     | 112   | 21    | 7     | 3        | 47       | 1        | 35    | 1    | 4     | 62    | 9        | .263  | .333     | .307     | .640  |
| 2009년    | 한신      | 132   | 462   | 404   | 56    | 109   | 15      | 5       | 0     | 134   | 18    | 3     | 0        | 28       | 1        | 22    | 1    | 7     | 53    | 5        | .270  | .318     | .332     | .650  |
| 2010년    | 한신      | 139   | 593   | 492   | 77    | 172   | 22      | 5       | 1     | 207   | 24    | 6     | 7        | 59       | 1        | 34    | 0    | 7     | 55    | 2        | .350  | .399     | .421     | .820  |
| 2011년    | 한신      | 142   | 615   | 542   | 62    | 160   | 13      | 5       | 1     | 186   | 29    | 6     | 7        | 34       | 1        | 33    | 1    | 5     | 67    | 6        | .295  | .341     | .343     | .684  |
| 2012년    | 한신      | 134   | 519   | 458   | 43    | 112   | 5       | 2       | 1     | 124   | 24    | 6     | 2        | 15       | 0        | 42    | 2    | 4     | 61    | 4        | .245  | .313     | .271     | .584  |
| 2013년    | 오릭스    | 56    | 238   | 217   | 19    | 68    | 10      | 1       | 0     | 80    | 14    | 1     | 1        | 5        | 0        | 15    | 0    | 1     | 26    | 3        | .313  | .361     | .369     | .730  |
| 2014년    | 오릭스    | 120   | 517   | 452   | 59    | 121   | 14      | 3       | 1     | 144   | 28    | 5     | 2        | 19       | 2        | 37    | 0    | 7     | 55    | 8        | .268  | .331     | .319     | .650  |
| 2015년    | 오릭스    | 29    | 123   | 107   | 12    | 28    | 4       | 0       | 0     | 32    | 5     | 1     | 0        | 3        | 1        | 11    | 1    | 1     | 11    | 1        | .262  | .333     | .299     | .632  |
| NPB：14년 | NPB：14년 | 1260  | 4887  | 4239  | 516   | 1184  | 130     | 38      | 18    | 1444  | 263   | 60    | 40       | 256      | 16       | 324   | 6    | 52    | 622   | 49       | .279  | .337     | .341     | .679  |

- 2015년 기준, 굵은 글씨는 시즌 최고 성적.

### 연도별 수비 성적
| 연도 | 2루  | 2루  | 2루  | 2루  | 2루  | 2루    | 3루  | 3루  | 3루  | 3루  | 3루  | 3루    | 유격 | 유격 | 유격 | 유격 | 유격 | 유격   | 외야 | 외야 | 외야 | 외야 | 외야 | 외야   |
| 연도 | 경기 | 척살 | 보살 | 실책 | 병살 | 수비율 | 경기 | 척살 | 보살 | 실책 | 병살 | 수비율 | 경기 | 척살 | 보살 | 실책 | 병살 | 수비율 | 경기 | 척살 | 보살 | 실책 | 병살 | 수비율 |
| ---- | ---- | ---- | ---- | ---- | ---- | ------ | ---- | ---- | ---- | ---- | ---- | ------ | ---- | ---- | ---- | ---- | ---- | ------ | ---- | ---- | ---- | ---- | ---- | ------ |
| 2003 | 16   | 44   | 50   | 6    | 7    | .940   | -    | -    | -    | -    | -    | -      | 37   | 54   | 101  | 6    | 19   | .963   | -    | -    | -    | -    | -    | -      |
| 2004 | 74   | 137  | 209  | 2    | 37   | .994   | 3    | 1    | 3    | 0    | 0    | 1.000  | 3    | 0    | 6    | 0    | 0    | 1.000  | 44   | 82   | 4    | 1    | 2    | .989   |
| 2005 | 115  | 221  | 350  | 10   | 84   | .983   | -    | -    | -    | -    | -    | -      | -    | -    | -    | -    | -    | -      | 11   | 9    | 1    | 0    | 1    | 1.000  |
| 2006 | 7    | 7    | 10   | 0    | 1    | 1.000  | -    | -    | -    | -    | -    | -      | -    | -    | -    | -    | -    | -      | 30   | 58   | 6    | 0    | 2    | 1.000  |
| 2007 | -    | -    | -    | -    | -    | -      | -    | -    | -    | -    | -    | -      | -    | -    | -    | -    | -    | -      | 56   | 94   | 1    | 2    | 0    | .979   |
| 2008 | 95   | 204  | 275  | 5    | 57   | .990   | -    | -    | -    | -    | -    | -      | -    | -    | -    | -    | -    | -      | 44   | 57   | 1    | 0    | 0    | 1.000  |
| 2009 | 79   | 148  | 198  | 5    | 25   | .986   | -    | -    | -    | -    | -    | -      | -    | -    | -    | -    | -    | -      | 79   | 93   | 4    | 0    | 0    | 1.000  |
| 2010 | 125  | 305  | 351  | 9    | 82   | .986   | -    | -    | -    | -    | -    | -      | -    | -    | -    | -    | -    | -      | 44   | 31   | 2    | 0    | 0    | 1.000  |
| 2011 | 110  | 225  | 270  | 5    | 48   | .990   | -    | -    | -    | -    | -    | -      | -    | -    | -    | -    | -    | -      | 67   | 96   | 1    | 3    | 0    | .970   |
| 2012 | 95   | 226  | 264  | 6    | 45   | .988   | -    | -    | -    | -    | -    | -      | -    | -    | -    | -    | -    | -      | 36   | 58   | 2    | 0    | 1    | 1.000  |
| 통산 | 716  | 1517 | 1977 | 48   | 386  | .986   | 3    | 1    | 3    | 0    | 0    | 1.000  | 40   | 54   | 107  | 6    | 19   | .964   | 411  | 578  | 22   | 6    | 6    | .990   |

- 2012년 기준.